# Olivetti Logos 55
La Logos 55 è una calcolatrice elettronica da tavolo realizzata dalla Olivetti.
Il design, che si deve a Mario Bellini, ha permesso alla calcolatrice di essere messa in mostra al MOMA di New York.

## Caratteristiche
La calcolatrice elettronica era capace di svolgere, oltre alle quattro operazioni matematiche fondamentali (somma, sottrazione, moltiplicazione e divisione), anche le potenze al quadrato, le radici quadrate, l'accumulo dei prodotti o dei quozienti e le percentuali.
Il design di Mario Bellini si basa su una forma ispirata a quello di un leggio, nata con l'obiettivo di renderne più confortevole l'utilizzo.
Nella macchina sono presenti innovazioni come circuiti integrati e tecnologia MOS monochip.
La macchina è realizzata con un innovativo sistema di gruppi modulari che possono essere smontati e sostituiti individualmente, facilitando la manutenzione. Anche l'assemblaggio in fabbrica era organizzato in modo diverso dalla tradizionale catena di montaggio: ogni modulo era prodotto da gruppi di lavoro diversi.
I gruppi modulari sono essenzialmente i seguenti:
- gruppo alimentatore, comprendente il trasformatore e il raddrizzatore per fornire le tensioni di alimentazione alla scheda elettronica
- scheda elettronica, sulla quale sono montati tutti i componenti e i circuiti integrati.
- gruppo tastiera, di tipo meccanico con codifica in segnali digitali tramite relè reed
- gruppo consolle di comando, comprendente l'interruttore di accensione con relativa spia luminosa, il selettore rotativo per l'arrotondamento, il selettore rotativo per i decimali
- gruppo motore, per l'azionamento della stampante
- gruppo stampante, di tipo ad impatto con carrello mobile e testina cilindrica.
- gruppo carrozzeria in alluminio pressofuso